# Jatun Wila Kkollu
Der Jatun Wila Kkollu (auch: Jatun Wila) ist ein Vulkankegel im Anden-Hochland des südamerikanischen Binnenstaates Bolivien.

## Lage
Der Jatun Wila ist ein Vulkankegel in der Cordillera de los Frailes im Departamento Potosí an der Grenze zum Departamento Oruro in der zentralen Altiplano-Region zwischen der Stadt Potosí und dem Poopó-See. Mit einer Höhe von 5214 m ist er nach dem Nuevo Mundo (5438 m) der zweithöchste Gipfel der Cordillera de los Frailes. 

## Geologie
Die Eruptionen des Jatun Wila Kkolu, der Kari-Kari Caldera, des Cerro Condor Nasa, des Cerro Villacolo und des Cerro Huanapa Pampa haben in vorgeschichtlicher Zeit das Plateau Los Frailes gebildet. Durch den letzten Ausbruch des Nuevo Mundo im Holozän wurde dieses Plateau von mächtigen Ignimbrit-Schichten bedeckt, die vor allem aus pyroklastischem Material, aus Dazit und Andesit bestehen.